# Pereopode
Pereopoden zijn looppoten bij geleedpotigen.

Algemeen bouwplan van Malacostraca

Algemeen bouwplan van een vlokreeftje

Pereopoden bestaan uit (van proximaal naar distaal): coxa (niet op de afbeelding), basis, ischium, merus, carpus, propodus en dactylus. De coxae zijn met de sternieten (segmenten) van het pereon vergroeid.

## Gnathopoden
Bij vlokreeftjes zijn de eerste twee pereopoden tot grijppoten omgevormd en heten dan gnathopoden.
Gnathopoden, maar ook schaarpoten van bijvoorbeeld krabben en andere kreeftachtigen, kunnen simpel, chelaat, subchelaat, merochelaat of carpochelaat zijn.